# Comuna Band, Mureș
Band (în maghiară: Mezőbánd, în germană: Bandorf) este o comună în județul Mureș, Transilvania, România, formată din satele Band (reședința), Drăculea Bandului, Fânațe, Iștan-Tău, Mărășești, Negrenii de Câmpie, Oroiu, Petea, Țiptelnic, Valea Mare și Valea Rece.

## Localizare
Localitate situată pe cursul mijlociu al râului Lechința sau Comlod, pe drumul județean Târgu Mureș - Șăulia - Cluj-Napoca.
Accesul se face pe drumul județean DJ 152A.
Orașele cele mai apropiate sunt Târgu Mureș la 18 km, Iernut la 24 Km, Sărmașu la 24 km. Gara se găsește la distanța de 18 km.

## Istoric
Satul Band este atestat documentar în anul 1332 și pe teritoriul său se află documente dar și obiective unice nu numai în România ci și în Europa. Datorită potențialului natural și uman, localitatea Band a organizat două târguri anuale și, din 1859, târguri săptămânale. Astfel, putem spune că localitatea este un centru agro-comercial, care dinamizează activitatea zonei.
De asemenea, atestarea satului o regăsim și în data de 18 noiembrie 1346 sub aceeași denumire {"Band"} , aparținând de comitatul Turda
„Noi, Ștefan, voievodul Transilvaniei și comite de Solnoc, prin cuprinsul celor de față dăm de știre și facem cunoscut tuturor cărora se cuvine, că înfățișîndu-se însuși înaintea noastră, Mihail, fiul lui Petru, fiul lui Medjes de Band, pe de-o parte, iar pe de altă parte magistrul Toma, fiul lui Dionisie de Reghin, acel Mihail, fiul lui Petru ne-a făcut cunoscut și ne-a spus prin viu grai că magistrul Toma, fiul lui Dionisie l-a despăgubit pe deplin pentru pustiirea moșiilor sale Chimitelnic și Budiul aflatoare în comitatul Turda și Aruncuta /Arankuth/ din comitatul Cojocna, pe cînd trăia încă sus-zisul Petru, fiul lui Medjes, tatăl său. Drept aceea el îl declarase și l-a declarat în fața noastră pe sus zisul magistrul Ștefan, fiul lui Dionisie, dezlegat de orice răspundere cu privire la pustiirea moșiilor de mai sus. Dat în Turda,la octavele sărbătorii fericitului Martin mărturisitorul, în anul Domnului o mie trei sute patruzeci și șase.”—1346, noiembrie 18, Turda

#### Stema
Stema comunei Band se compune dintr-un scut triunghiular cu marginile rotunjite, tăiat în diagonală de o bandă de argint încărcată de 3 turte roșii. În partea dreaptă a benzii se află un zid de cărămidă roșie iar în partea stângă a benzii, în câmp albastru, se află un cap de bovideu de aur. Scutul este timbrat de o coroană murală de argint cu un turn crenelat. Semnificațiile elementelor însumate: Banda sugerează denumirea localității, făcând aluzie la lacul meteoric, unic în Europa, iar turtele reprezintă vestigiile arheologice descoperite în zonă; Zidul de cărămidă semnifică ocupația locuitorilor, construcțiile și monumentele localității; Capul de bovideu simbolizează ocupația tradițională a locuitorilor, zootehnia. Coroana murală cu un turn crenelat semnifică faptul că localitatea are rangul de comună.

## Atracții turistice
- Biserica de lemn din Oroiu
- Biserica de lemn din Țiptelnic
- Biserica de lemn din Petea
- Biserica reformată din Band
- Lacul din Fânațe, lac de origine meteorică
- Monumentul lui Vlad Dracul din Drăculea Bandului

## Demografie
Componența etnică a comunei Band
     Români (35,1%)
     Maghiari (31,36%)
     Romi (19,38%)
     Alte etnii (14,17%)
Componența confesională a comunei Band
     Ortodocși (36,32%)
     Reformați (29,22%)
     Penticostali (16,78%)
     Romano-catolici (1,62%)
     Alte religii (1,58%)
     Necunoscută (14,48%)
Conform recensământului efectuat în 2021, populația comunei Band se ridică la 6.126 de locuitori, în scădere față de recensământul anterior din 2011, când fuseseră înregistrați 6.446 de locuitori. Cei mai mulți locuitori sunt români (35,1%), cu minorități de maghiari (31,36%) și romi (19,38%). Din punct de vedere confesional, cei mai mulți locuitori sunt ortodocși (36,32%), cu minorități de reformați (29,22%), penticostali (16,78%) și romano-catolici (1,62%), iar pentru 14,48% nu se cunoaște apartenența confesională.

Structura populației după apartenența religioasă
Din analiza tabelului de mai sus se observă, de-a lungul timpului, o mare diversitate religioasă a locuitorilor acestei așezări .

## Politică și administrație
Comuna Band este administrată de un primar și un consiliu local compus din 15 consilieri. Primarul, Adrian-Valeriu Rus[*], de la Partidul Național Liberal, este în funcție din 1 noiembrie 2024. Începând cu alegerile locale din 2024, consiliul local are următoarea componență pe partide politice:
|  | Partid                                 | Consilieri | Componența Consiliului | Componența Consiliului | Componența Consiliului | Componența Consiliului |
|  | -------------------------------------- | ---------- | ---------------------- | ---------------------- | ---------------------- | ---------------------- |
|  | Partidul Social Democrat               | 4          |                        |                        |                        |                        |
|  | Partidul Național Liberal              | 4          |                        |                        |                        |                        |
|  | Uniunea Democrată Maghiară din România | 4          |                        |                        |                        |                        |
|  | Alianța pentru Unirea Românilor        | 2          |                        |                        |                        |                        |
|  | Partidul România Mare                  | 1          |                        |                        |                        |                        |

## Familii nobiliare

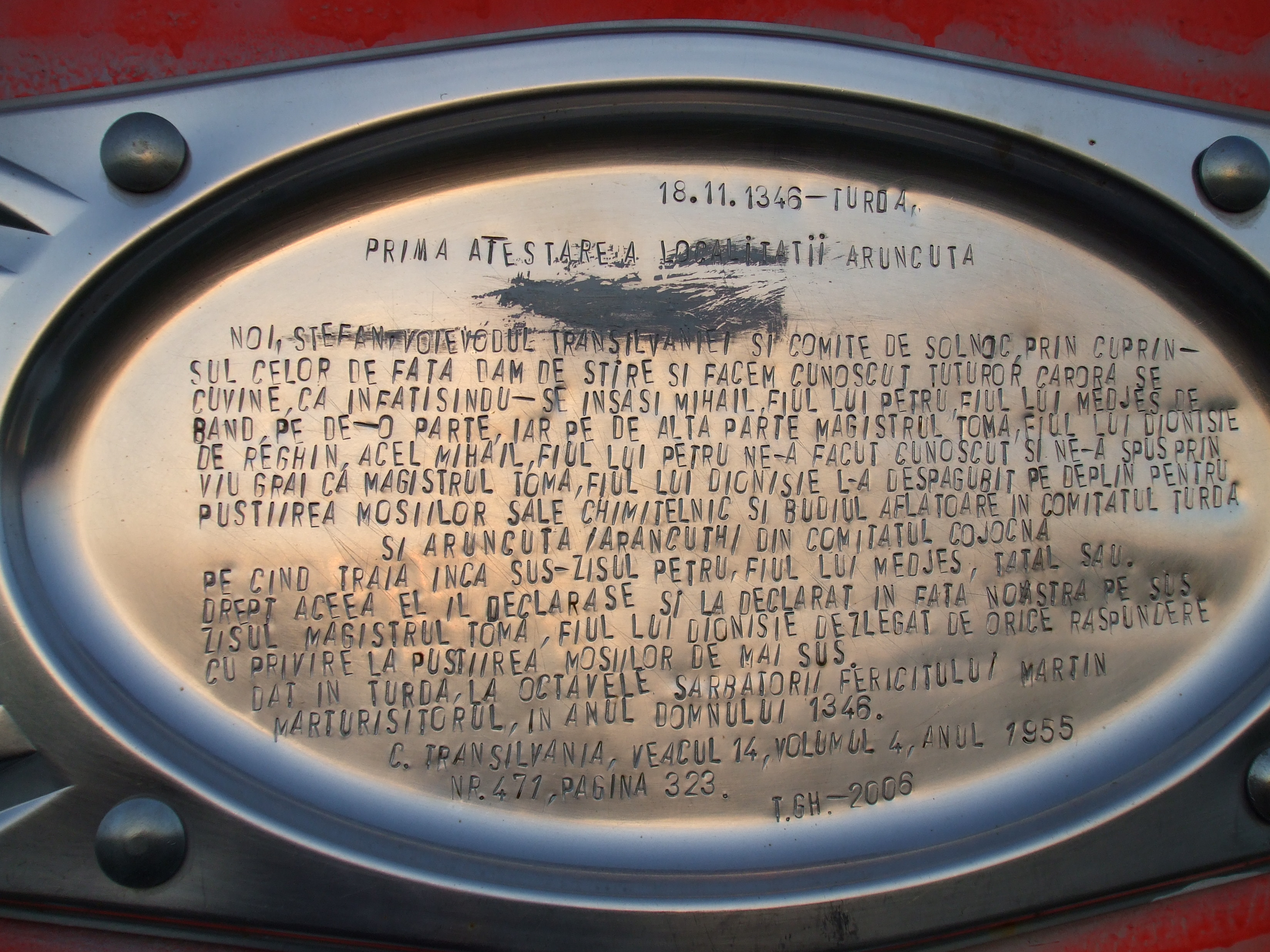
Sentința voievodului Transilvaniei Stefan Lackfi cu privire la nobilul Mihai Medjes de Band

- Nobilul Mihai Medjes de Band, despre care se știe că pe 18 noiembrie 1346, la Turda - în prezența voievodului Transilvaniei, Ștefan Lackfi {1344-1350} - a fost parte în proces în calitate de reclamant cu Magistrul Toma, fiul lui Dionisie de Reghin (pârât) pentru pustiirea moșiilor sale din Chimitelnic și Budiul, ambele în comitatul Turda, respectiv din Aruncuta, comitatul Cojocna. Sentinta voievodală, dată la Turda, confirmă că părțile au ajuns la o înțelegere înainte de finalizarea procesului și că prejudiciul adus familiei nobiliare a fost recuperat.

## Personalități
- Mircea Rusu, solist de muzică folk, lansat la Cenaclul „Flacăra” și serbările „Scânteii Tineretului”. Apare în concerte alături de cele mai importante grupuri ale timpului din țara sa: Roșu și Negru, Sfinx, Iris, Holograf, iar după Revoluție, între 1990-1995, cunoaște cinci ani de glorie alături de trupa Compact, ca solist vocal, compozitor și textier. În 1995, se decide să revină la cariera solo, trecând totodată de la tiparul folk la nuanțele cântecului politic. Din cele 25 de piese noi, „Omu’ bun și pomu’ copt” a avut cel mai mult succes.
- Gheorghe Palcu (n. 29 noiembrie 1942), redactor și realizator de emisiuni, în perioada 1970–2006: Viața Satului, Hora Satului, Tele-discul muzicii populare sau Medalion de interpret. Încă din timpul facultății a culeges de folclor prin Bucovina, Maramureș, Bihor, nordul Olteniei, Câmpia Transilvaniei, pe urmele lui Béla Bartók și Constantin Brăiloiu (1965–1973). Culegerile sale cuprind piese din repertoriul tradițional de cântece și jocuri și cel al sărbătorilor de peste an, inclusiv colinde.
- Szekeres Gerö (n. 1943), alpinist. Născut în Târgu-Mureș, o bună parte a copilăriei a petrecut-o la Band. A urmat cursurile Liceului "Bolyai", după care a urmat Facultatea de Construcții de la Iași, unde avea să înceapă și o carieră universitară, ajungând șef de lucrări. A obținut doctoratul în științe tehnice, în anul 1999, cu o lucrare care valorifica cercetările științifice desfășurate timp de 15 ani , „Mecanica rocilor pământului și structuri subterane”. S-a implicat serios în cercetarea și găsirea soluțiilor pentru stabilizarea Lacului "Ursu" de la Sovata. Ajungând pe cel mai înalt vârf al Europei, Elbrus (5.642 m), din Caucaz, pentru prima dată în anul 1981 și a doua oară în 2006, urcând pe Everest până la 7.600 m, expediție întreruptă din cauza unui eveniment tragic, pe vârful Kilimandjaro (5.681 m) în 1998, pe Aconcagua, (6.962 m) în 2003.
- Iosif Hodoș (1829-1880), istoric, om politic, avocat, publicist, membru fondator al Academiei Române.
- Eszter Mátéfi (n. 1966), handbalistă, antrenoare.

## Imagini

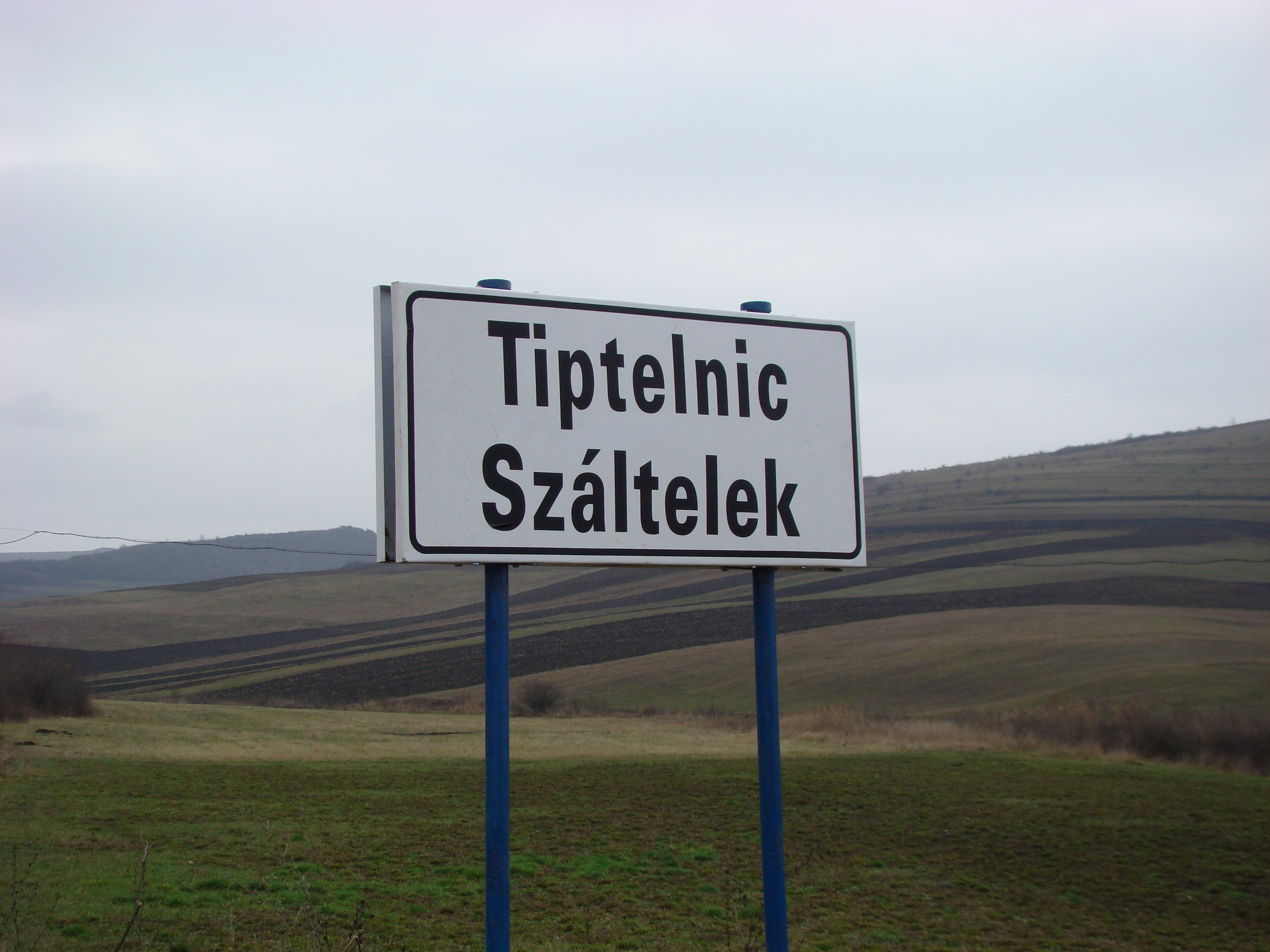
Intrarea în satul Țiptelnic
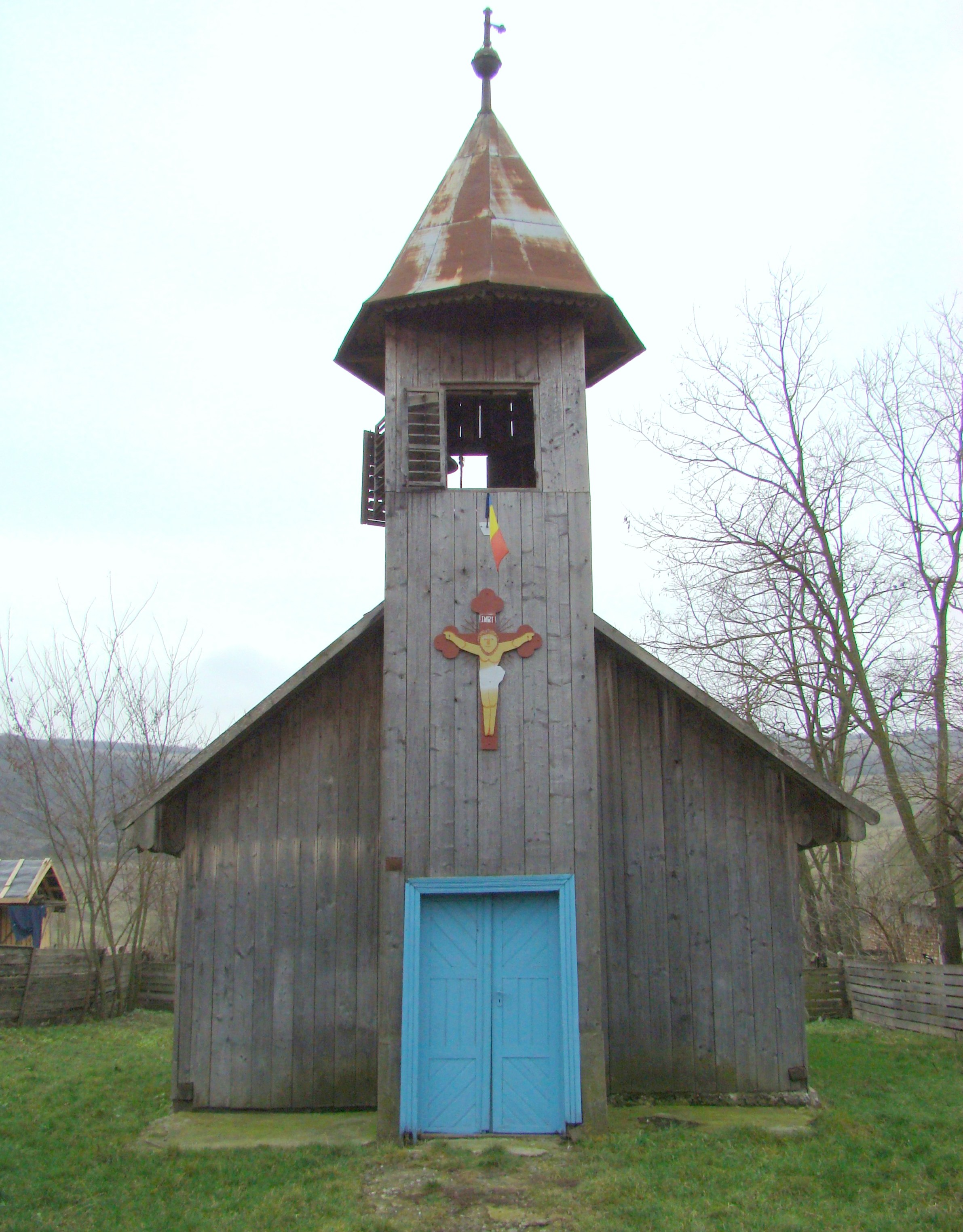
Biserica de lemn „Schimbarea la Față” din satul Țiptelnic (monument istoric)
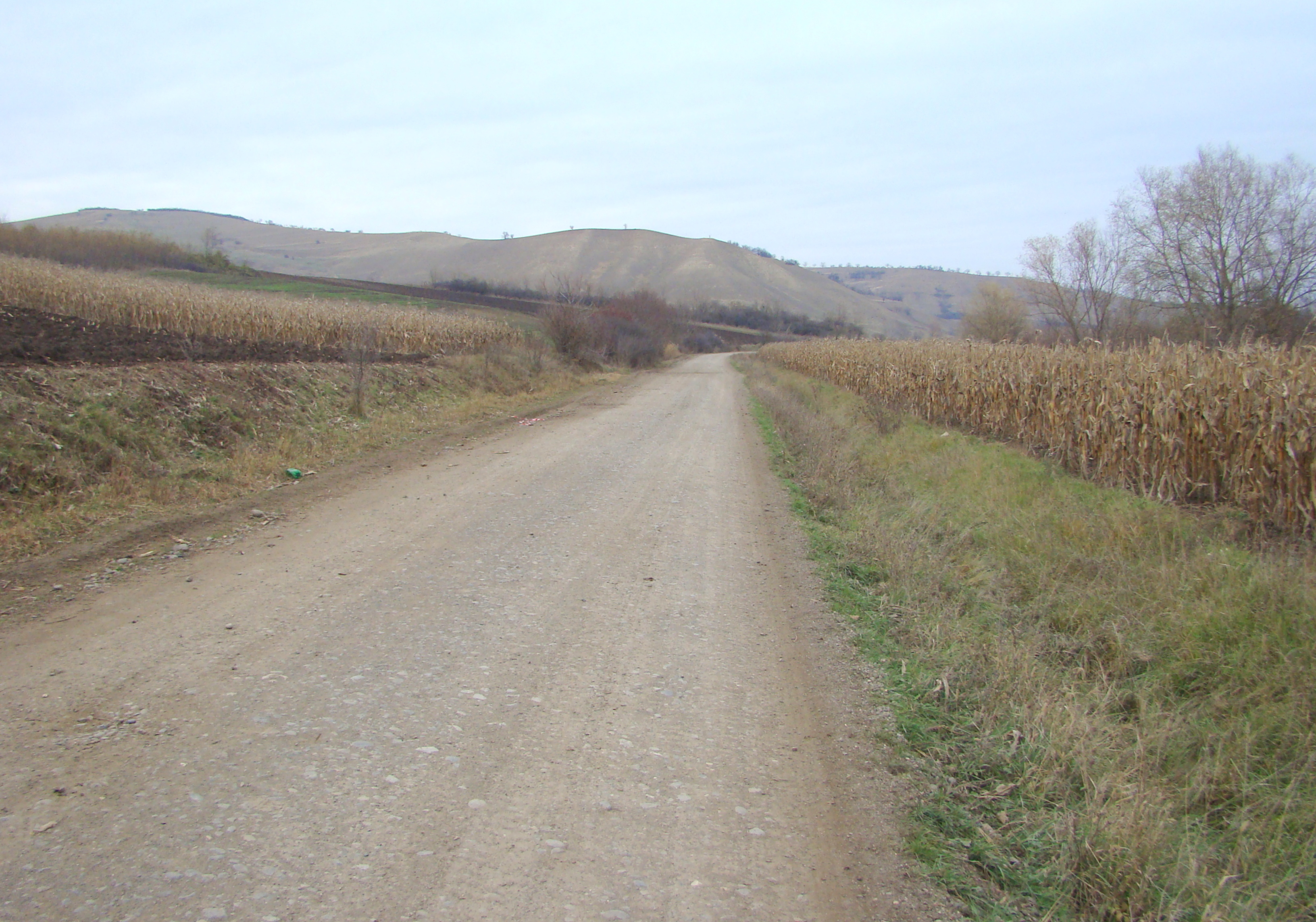
Drumul spre satul Petea
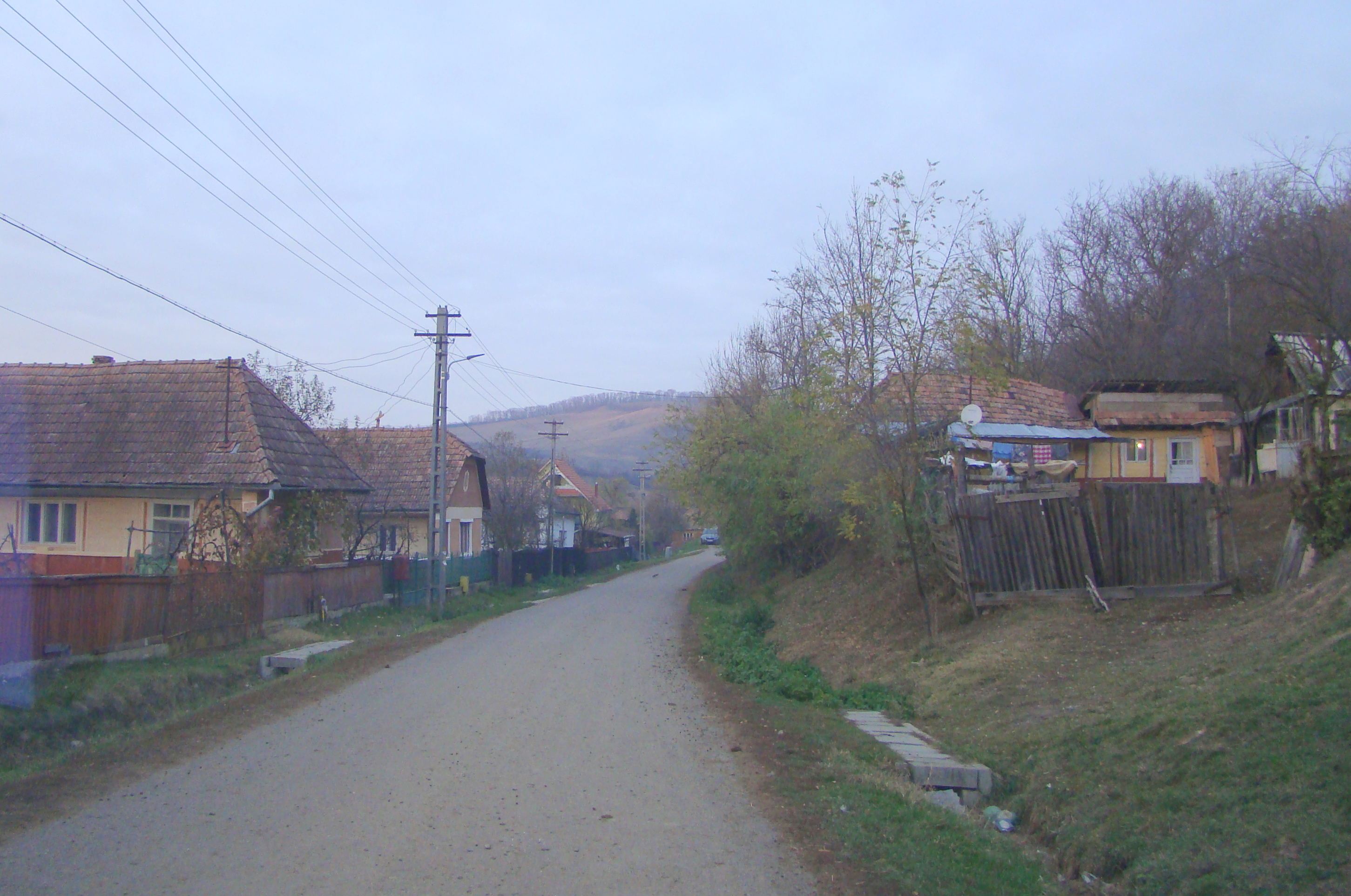
Petea
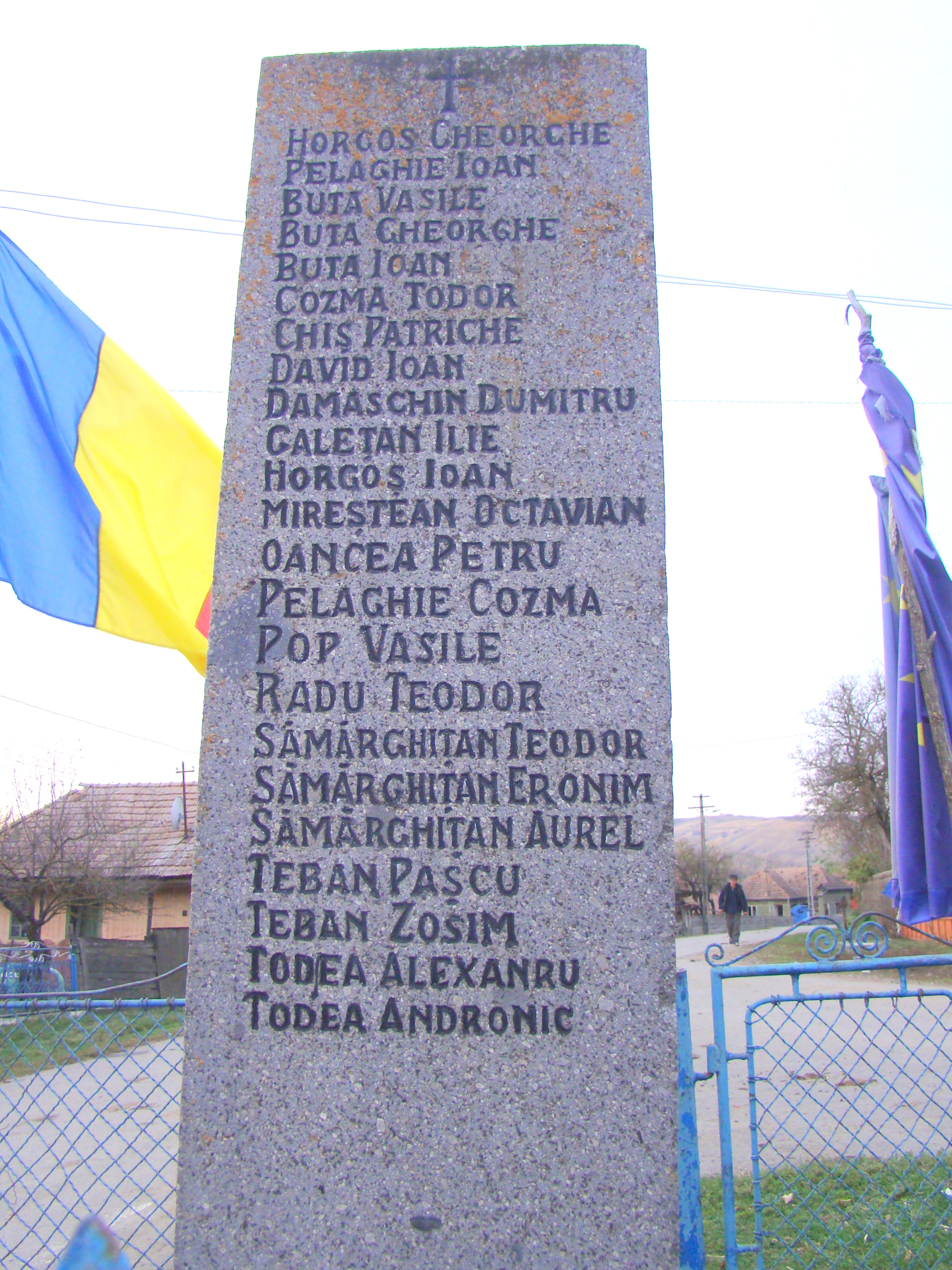
Monumentul eroilor din Petea
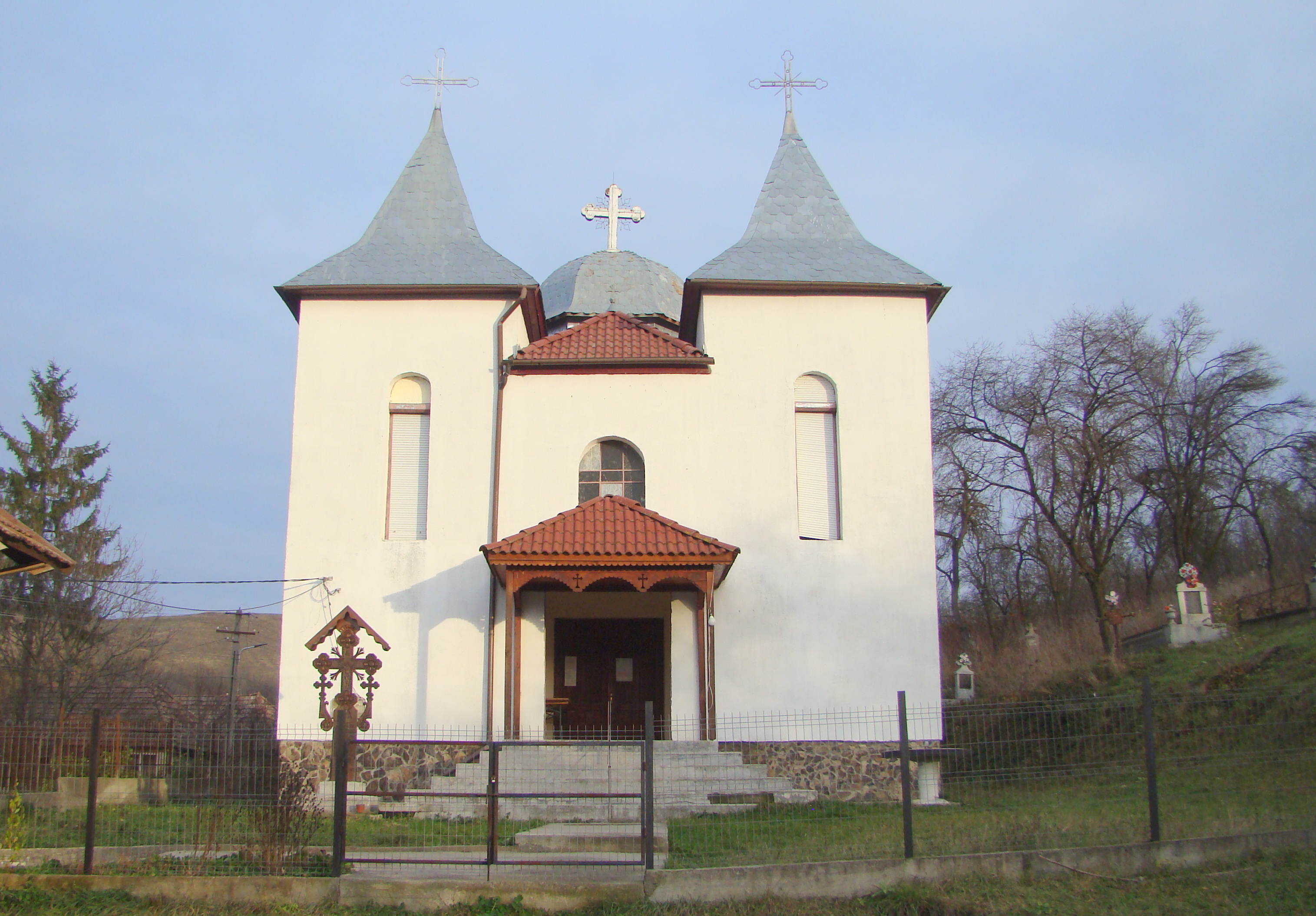
Biserica ortodoxă, cu hramul Sfântul Ierarh Simion Ștefan
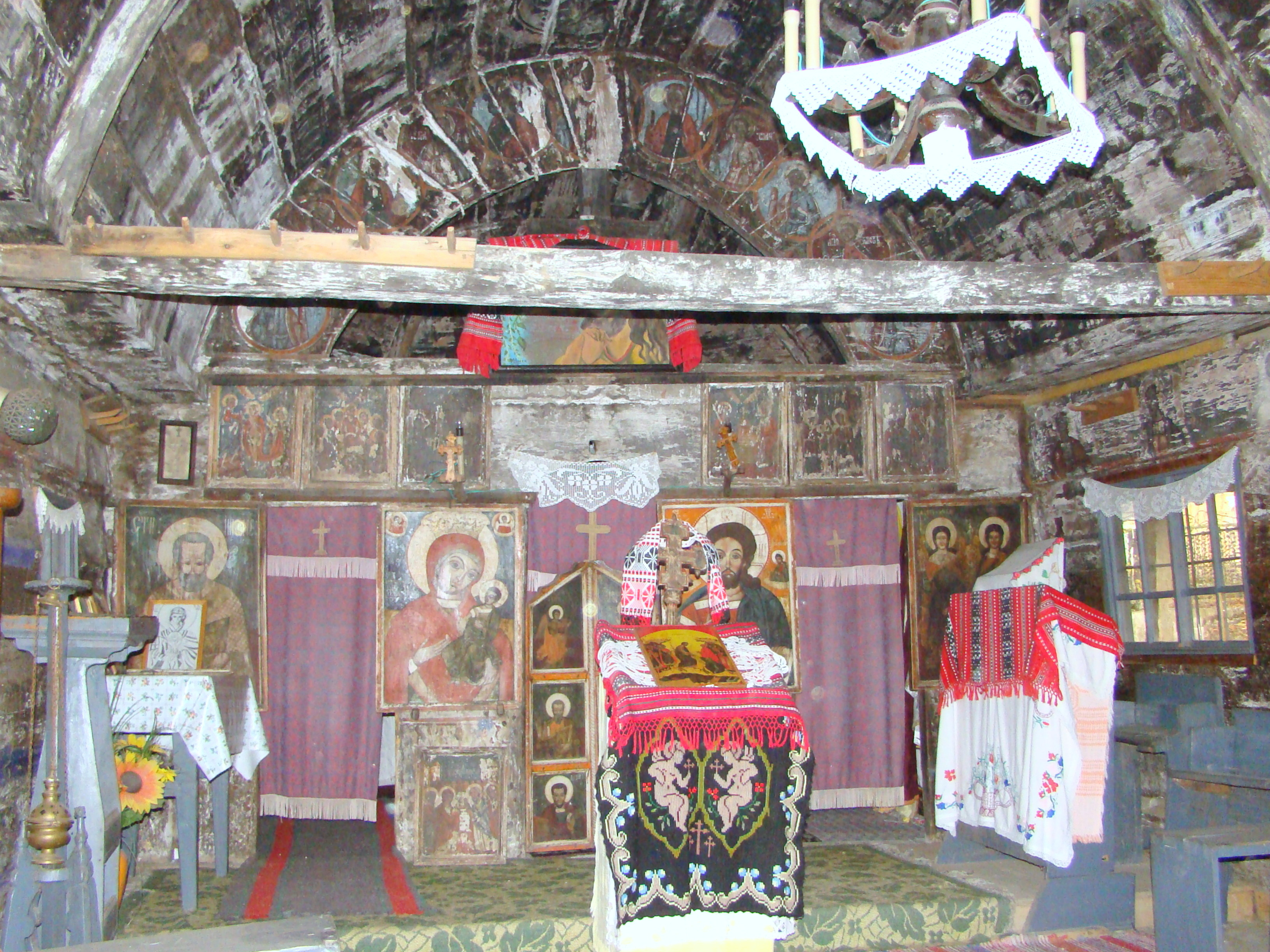
Biserica de lemn „Sfinții Apostoli” din satul Petea (monument istoric)
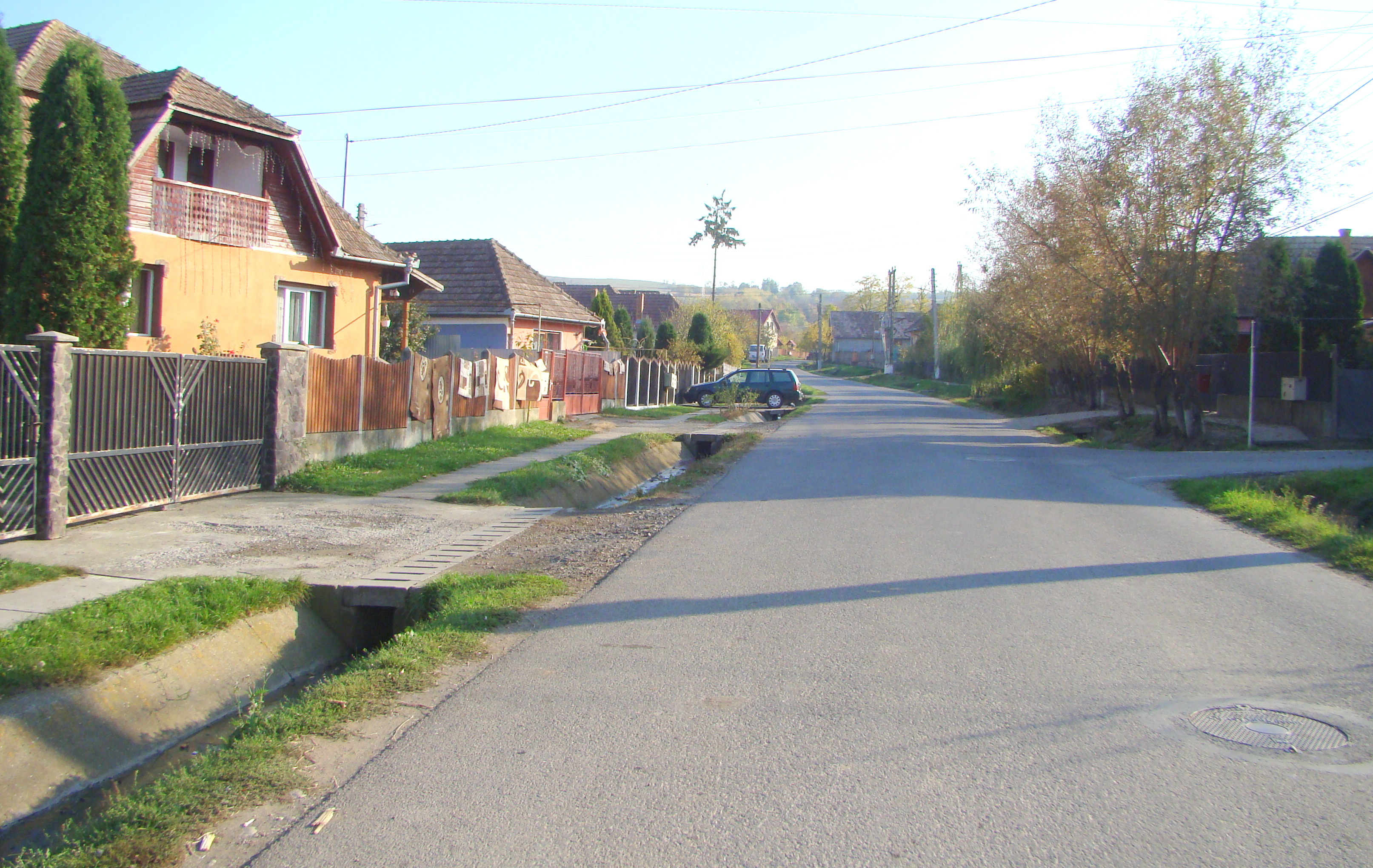
Band
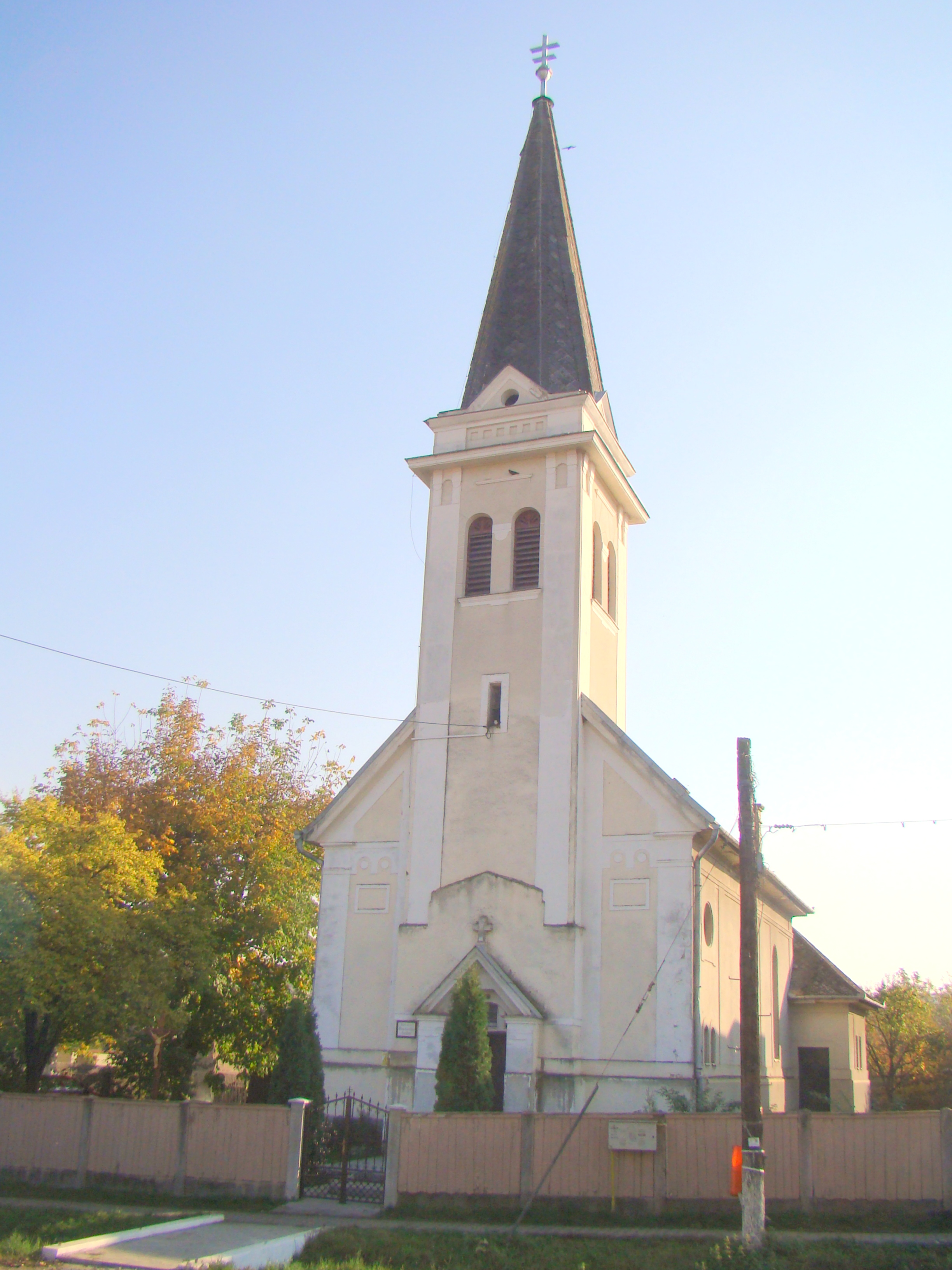
Biserica romano-catolică din Band
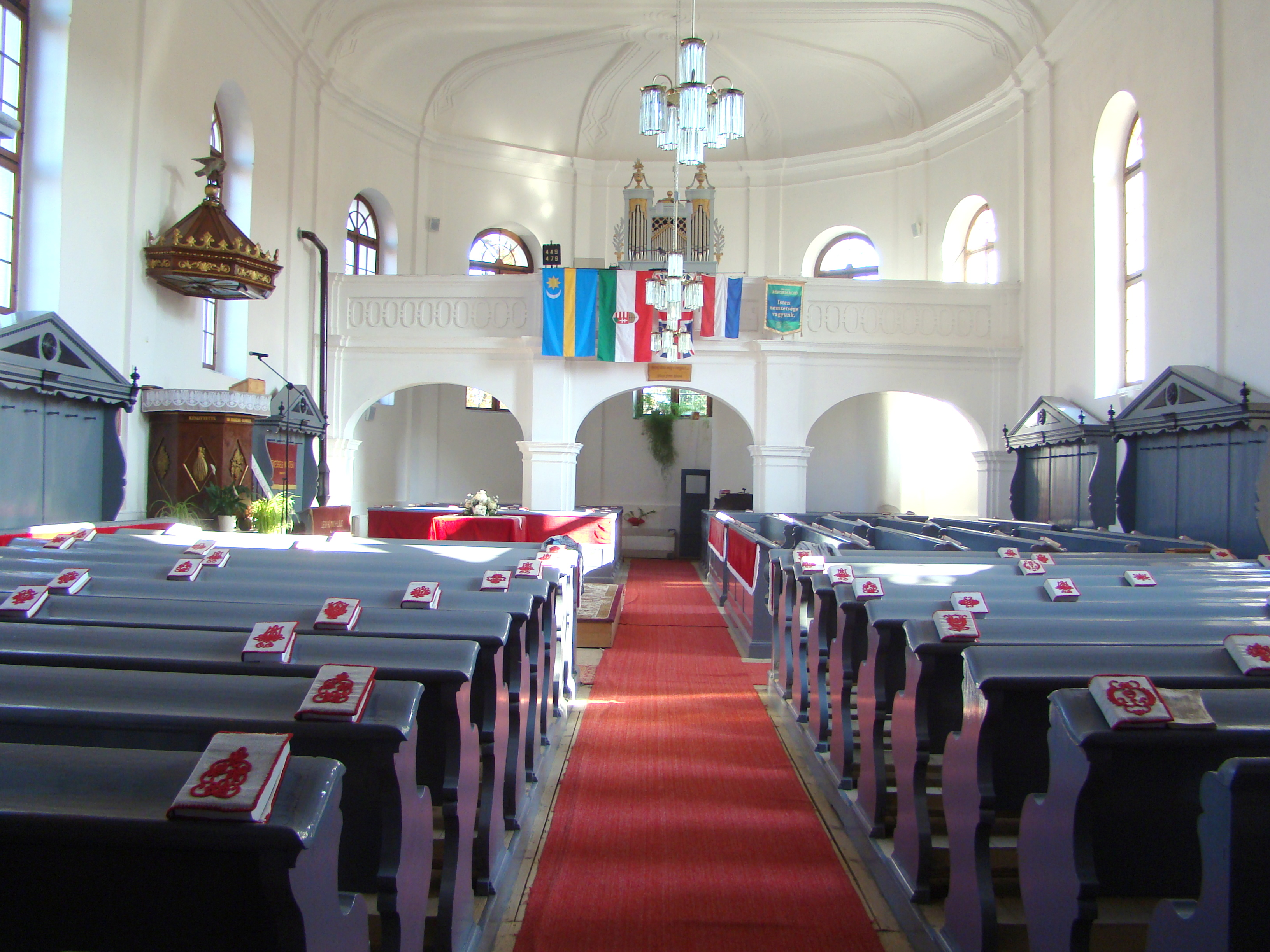
Biserica reformată din Band
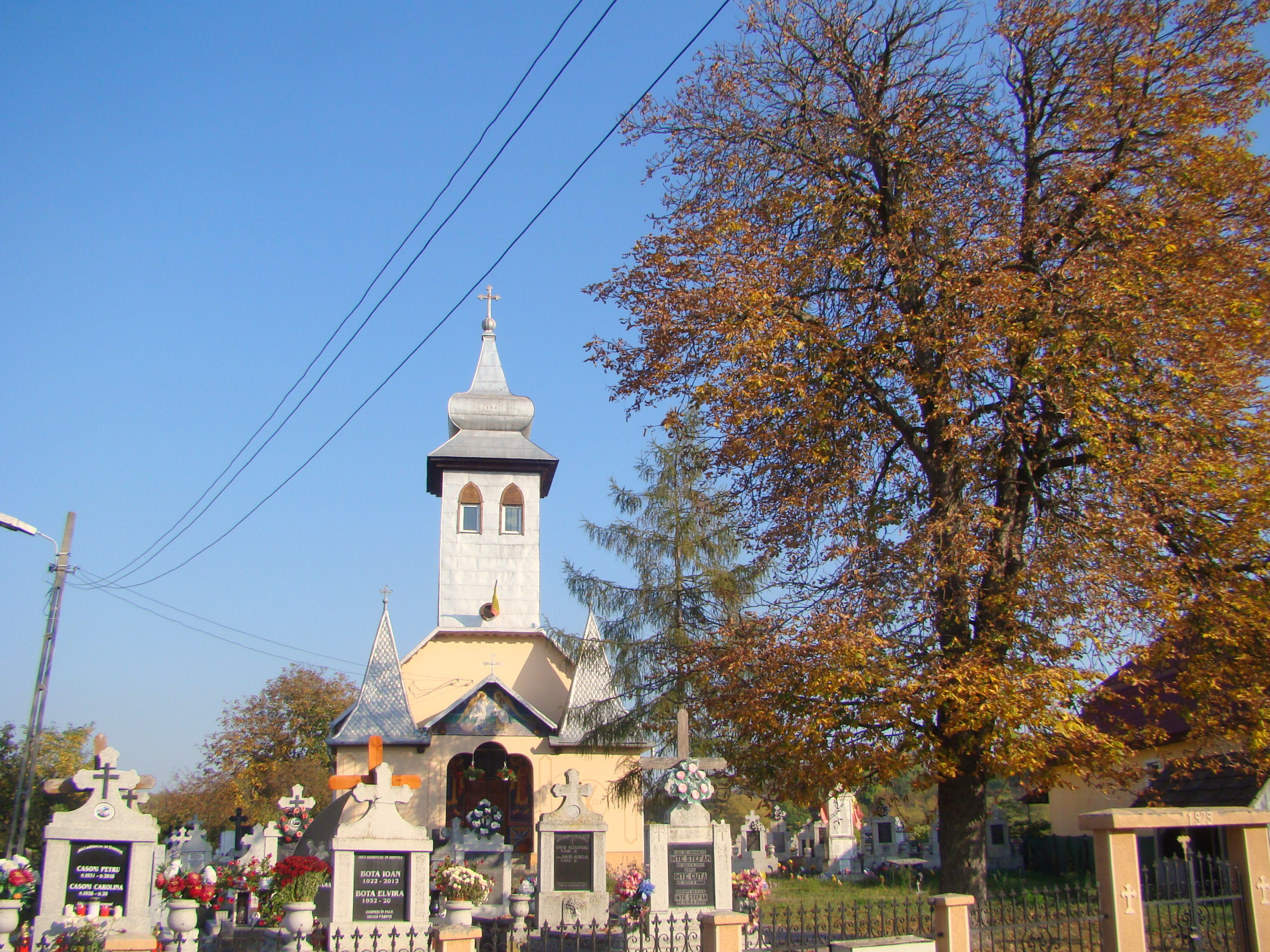
Biserica „Sfinții Arhangheli” din Band
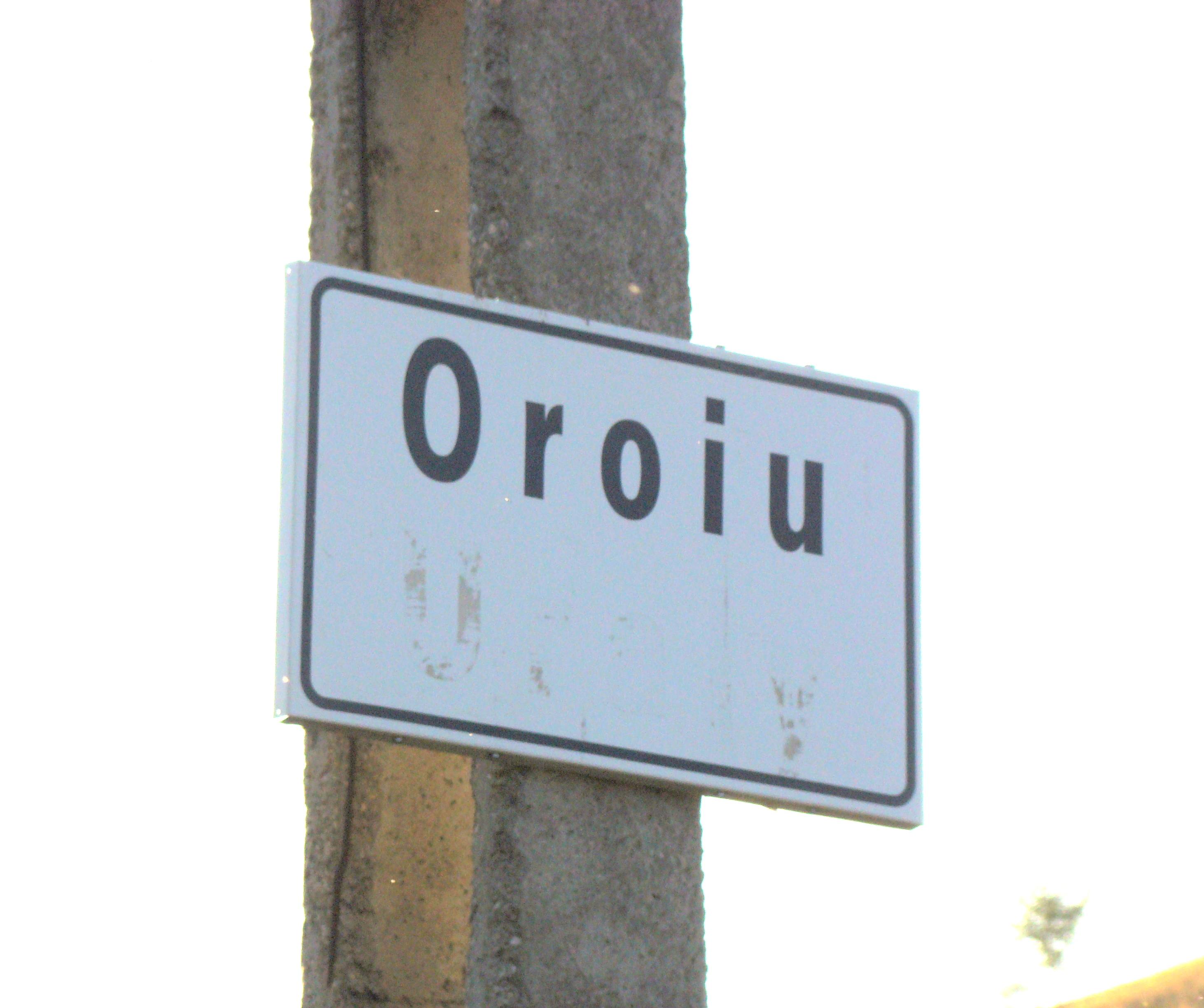
Intrarea în satul Oroiu
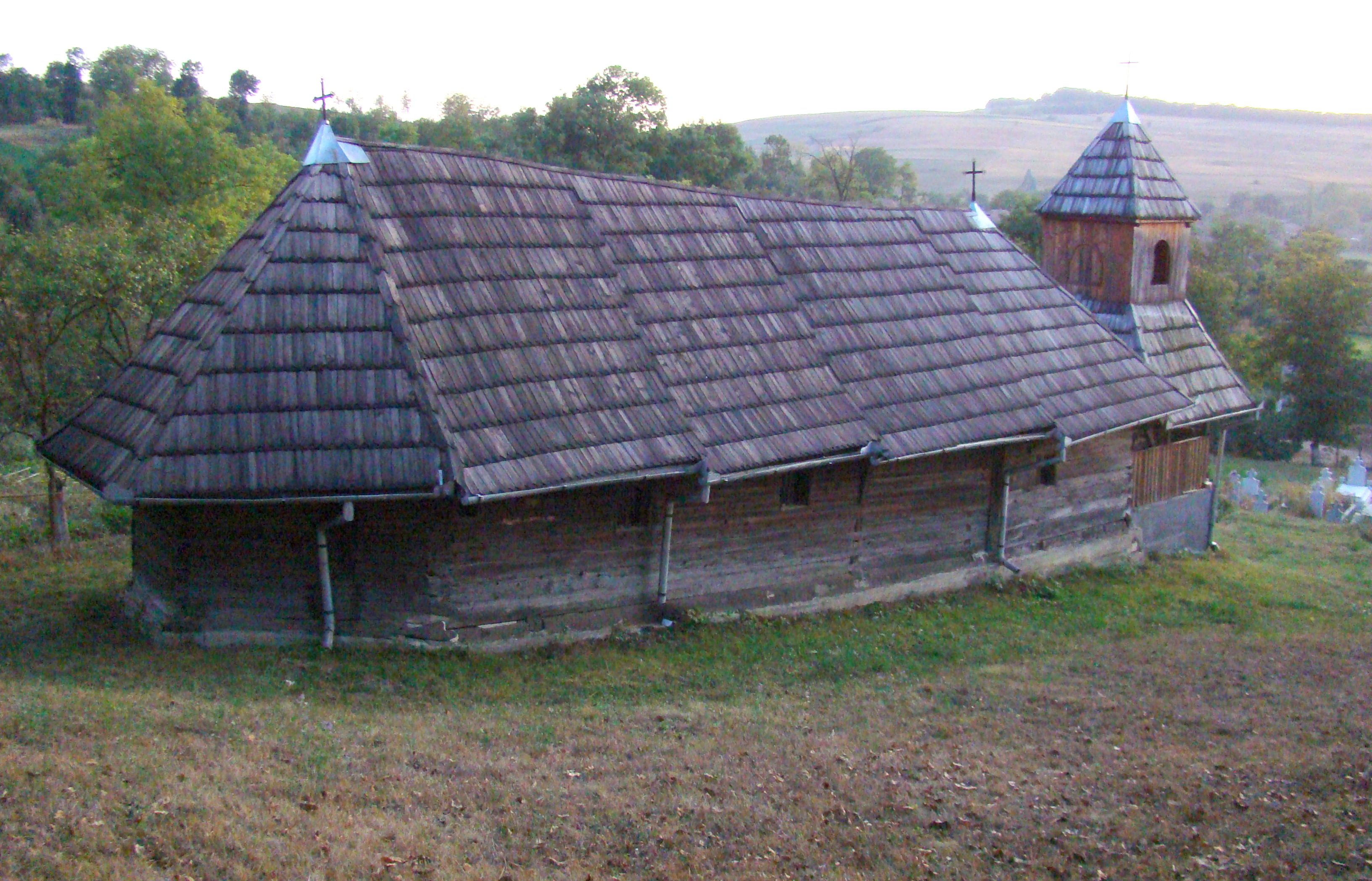
Biserica de lemn „Intrarea Maicii Domnului în Biserică” (monument istoric)
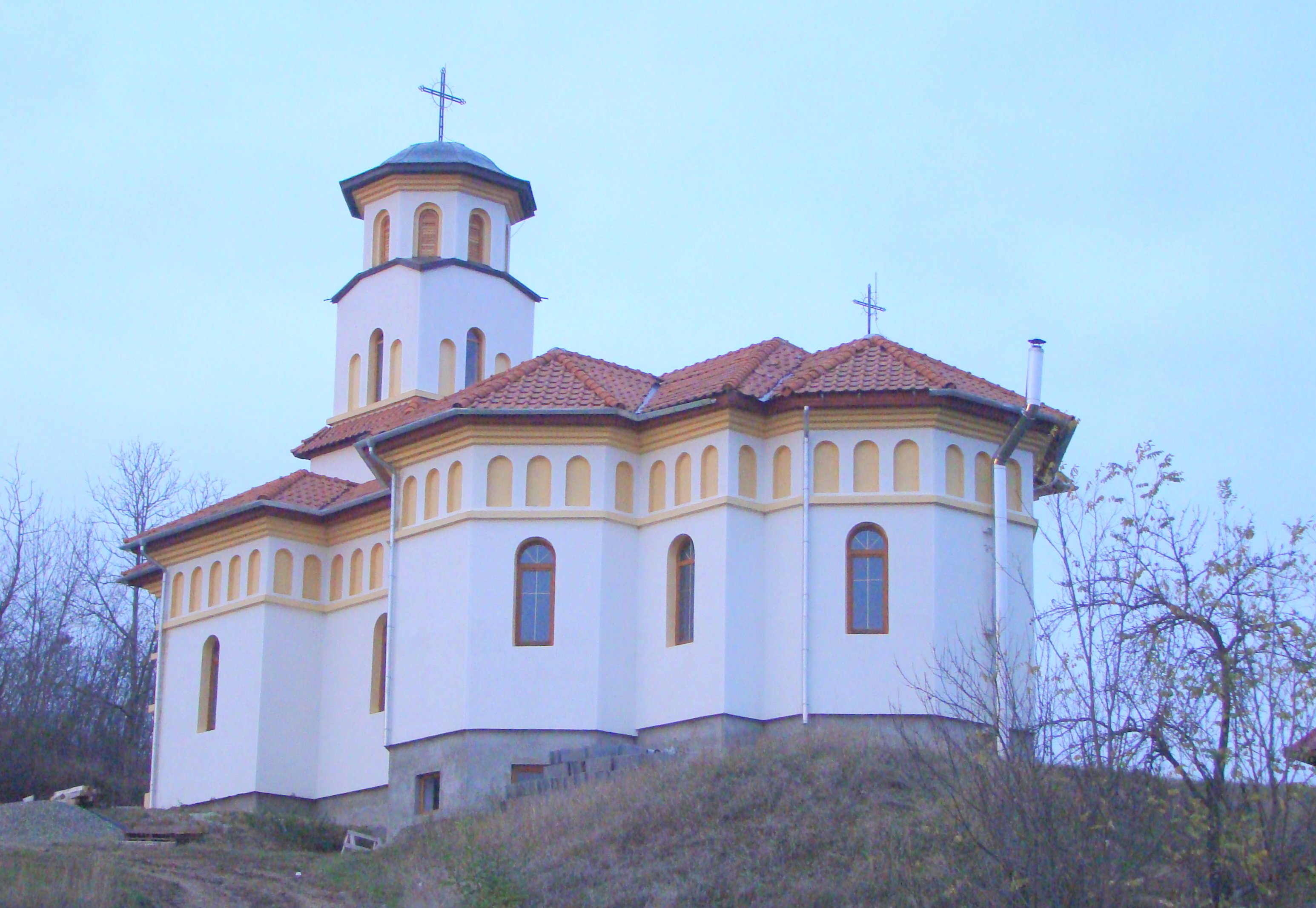
Biserica ortodoxă de zid din Oroiu